# Microsoft ActiveSync
Microsoft ActiveSync（マイクロソフト アクティブシンク）は、マイクロソフトが同社の携帯端末向けオペレーティングシステム (OS) であるWindows Mobile、Windows CEを搭載した携帯情報端末 (PDA) と、Windows搭載のパソコンを接続して情報のやりとりやソフトウエアのインストールを行うために提供しているソフトウエアである。パソコン上にインストールするほか、同社OS搭載のPDAには通常プリインストールされており、これもActiveSyncと言い、セットで運用される。パソコン版は無償配布のソフトウエアである。Windows Phone 7はサポートされない。
本ソフトは、親となるパソコン上にインストールされている個人情報管理ソフトウエア (Microsoft Outlook) のデータをPDA上のデータベースと同期を取りPDA上で利用できるようにするほか、ファイルの転送やPDA上で扱えるようにファイルを変換したりソフトウエアのインストールを行うこともできる。また、PDAのデータのフルバックアップ機能も一部を除き提供されている。さらに、テザリング機能のためのホストとしても動作する。
ソフトウエアとしてのActiveSyncは、後継で同様の機能を提供する Windows Mobile デバイス センター へ移行した。

## デスクトップ アプリケーションとの同期
パソコンとの同期の対象となるデータは主に電子メール（受信トレイ）、タスクリスト（仕事）、予定表、連絡先、メモといった個人情報管理 (PIM) データである。他にInternet Explorerのお気に入りの一部やMicrosoft Accessのデータファイル、既定のフォルダにあるファイルの同期もサポートしている。(Windows CEのバージョンによっては一部サポートされない機能がある)
PIMデータの同期にはMicrosoft OutlookやMicrosoft Exchangeが対象となる。よく間違われるがOutlook Expressとは同期を行うことはできない。
サードパーティー製ソフトウエア（Intellisyncなど）の追加インストールによって、Lotus Notesなどの他社製PIMソフトウエアとの同期が可能になる場合もある。
ActiveSyncをインストールすると、PDAと同期接続中Windows Media Playerと機能の連携がなされる。また、"マイコンピュータ"に"モバイル デバイス"としてPDAが現れ、ローカルドライブのようにPDA内のファイルを扱うことができる（ファイルシステムにマウントするわけではなく、仮想的なもの）。

## 接続方法とパートナーシップ
ActiveSyncは、USB、シリアルポート、IrDA、ネットワーク（イーサネット）、さらにRAS接続等での接続をサポートしている（少なくともネットワーク接続はバージョン4以降利用できなくなっている）。
使用する際は、利用するPDAをActiveSyncに登録する必要がある。これを行うことで初めてPIMデータなどの同期が行える仕組みになっている。このパソコンとPDAの関係を"パートナーシップ"と呼んでいる。
このソフトウエアのインストール後、PDAとパソコンをUSB、シリアル、赤外線などのいずれかで接続しパートナーシップを作成する。ネットワーク経由やRAS接続ではパートナーシップの作成はできない。これを作成せず、PIMデータの同期を行わない"ゲスト"接続も選択できる。
なお赤外線の場合、一部機種で採用されたFIR (4Mbps) では接続確立後すぐに切断されてしまい接続することが出来ない。
富士通のPocketLOOX FLX3のようにメニューから赤外線通信速度切り替えが出来るものは標準のSIR (115.2Kbps) に切り替えれば接続可能。
速度変更が出来ない（FIRのみの）場合はクレードル等を経由しての接続となる。
パートナーシップは、PDA側から見て2台までのパソコンと作成することができる。パソコン側から見てパートナーシップを作成するPDAの数に制限はない。
ActiveSync を通して一度に接続（通信）できるPDAは1台のみである。同時に2台以上のPDAを接続すると、ActiveSync はそのうちの1台だけを認識する。

## バージョン履歴、過去のソフトウエア
最後のバージョンは4.5である。
Windows CE (Windows Mobile) の変遷とともにActiveSyncも各バージョンにおいてそれに追随するようにバージョンアップを繰り返してきた。また、ActiveSyncはバージョン 3.0 からメジャーリリースされており、これ以前の同ソフトウエアはWindows CE Servicesとして、また最初期にはWindows CE 1.0専用としてH/PC Explorer (Handheld PC Explorer) がリリースされていた。通信にTCP/IPスタックを利用するため、この頃の Windows 95/98にはTCP/IPプロトコルを追加インストールする必要があった。
バージョンアップとともに対応する Windows CE (Windows Mobile) のバージョンが追加されてきたが、同時に過去のバージョンは非対応になっていることがあるため、使用する際はCD-ROM等に添付のリリースノートをよく確認する必要がある。たとえば、ActiveSync 3.xはWindows Mobile 2003以降のデバイスはサポートせず、ActiveSync 4.x以降はWindows CE 2.x以前のデバイスのサポートはしない、など。
場合によっては旧バージョンのActive Syncが必要になることもあるが、複数のバージョンを同時にインストールすることはできない。
また、パソコンのOSやMicrosoft Outlookのバージョンにも注意が必要である。たとえば、OSではActiveSync 4.x以降はWindows 9xシリーズはサポートしておらず、Outlookは正式にはActiveSync 4.5でOutlook 2003までのサポートとなっている。

## Windows Mobileデバイスセンター
2007年2月、本ソフトウエアの後継にあたるWindows Mobile デバイスセンターが提供開始された。これは先にリリースされたオペレーティングシステムWindows Vista、Windows 7に対応しており、Windows Mobile/Windows Phoneベースの端末との接続環境を提供する。事実上ActiveSyncの後継ソフトウエアであり、メジャーリリースバージョンも6.0からである。
XPを含む以前のOSはサポートされていない。以前のH/PC、Palm size PC、Pocket PC等は全てサポートから外れており、Windows Mobileベース端末からのサポートとなる。Microsoft Outlookとの同期に対応し、OS付属のメールアプリには対応していない。

## ネットワークホストとしての働き
本ソフトウエアまたはWindows Mobile デバイスセンターは、対象となる端末（PDAの他、スマートフォン等も含む）をWANへと接続するためのゲートウエイとしても機能する。すなわち、親となるPCのIP接続にシリアル接続（USB等）を通じて相乗りする形で実現する機能である。この機能はマイクロソフト関連端末では「USB経由でのインターネット接続」として設定可能な他、Android端末の一部においては逆に親PCを端末経由でWANへ接続するUSBテザリングを行う場合に本ソフトウエアがインストールされていることが条件になっていることもあり、単にWindows Mobileに限らずWindowsにおけるネットワークホストを提供する一種の汎用ゲートウエイとしての機能も有している。但し、一般的にはUSB接続経由での利用が主なようである。